# ФК „Карнарвън Таун“
ФК „Карнарвън Таун“ (на английски: Caernarfon Town Football Club; на уелски: Clwb Pêl-droed Tref Caernarfon, Клуб Пеел-дройд Трев Кайрнарвон) е уелски футболен клуб, базиран в едноименния град Карнарвън. Състезава се във второто ниво на уелския футбол „Къмри Алианс“, като през сезон 2008 – 2009 г. изпада от Уелската Висша лига. Играе мачовете си на стадион „Дъ Оувал“ с капацитет 3000 зрители.

## Предишни имена
| Години      | Име                                           |
| ----------- | --------------------------------------------- |
| 1876 – 1891 | „Карнарвън Атлетик“ Caernarvon Athletic       |
| 1891 – 1903 | „Карнарвън Айрънополис“ Caernarfon Ironopolis |
| 1906 – 1926 | „Карнарвън Юнайтед“ Caernarfon United         |
| 1926 – 1930 | „Карнарвън Атлетик“ Caernarvon Athletic       |
| 1932 – 1936 | „Карнарвън Юнайтед“ Caernarfon United         |
| от 1937     | ФК „Карнарвън Таун“ Caernarfon Town F.C.      |

## Успехи
- Уелска Висша лига:
  - 4-то място (1): 2018/19
- Купа на Уелс:
  - 1/2 финалист (2): 1957/58, 1987/88
- Купа на лигата:
  -  Финалист (1): 1998/99
- FAW Premier Cu:
  - 1/2 финалист (1): 1999/2000
- Къмри Алианс: (2 ниво)
  -  Шампион (3): 2000/01, 2015/16, 2017/18
- Алианс лига: (3 ниво)
  -  Шампион (1): 2012/13